# Heterixalus madagascariensis
Heterixalus madagascariensis is een kikker uit de familie van de rietkikkers (Hyperoliidae). De soort werd beschreven door Duméril en Bibron in 1841.

## Leefgebied
De kikker is endemisch in Madagaskar. De soort komt vooral voor in het noorden en noordoosten boven de 800 meter hoogte. De soort komt ook voor in nationaal park Masoala en op Île Sainte-Marie. Tevens wordt deze soort soms als huisdier gehouden, mede door de mooie kleuren en makkelijke zorg.

## Synoniemen
- Eucnemis antanosi Grandidier, 1872
- Eucnemis madagascariensis Duméril & Bibron, 1841
- Hyperolius arnoulti Guibé, 1975
- Hyperolius madagascariensis (Duméril & Bibron, 1841)
- Rappia antanosi (Grandidier, 1872)